# Causus maculatus
Causus maculatus är en ormart som beskrevs av Hallowell 1842. Causus maculatus ingår i släktet Causus och familjen huggormar. Inga underarter finns listade i Catalogue of Life.
Arten förekommer i norra Afrika fram till Kongobäckenet. Den saknas vid Medelhavskusten.